# Roque Labajos
Roque Labajos Arenas (f. 1899) fue un político e impresor español, diputado en las Cortes de la Restauración.

## Biografía
Fue diputado a Cortes por la circunscripción de  Barcelona, en concreto por el  distrito de Gracia entre 1884 y 1886, además de diputado provincial de Madrid. Conocido por su faceta como impresor, falleció el 14 de mayo de 1899 en Madrid «a edad avanzadísima».